# MLB 2000
Az MLB 2000 baseball-videójáték, az MLB sorozat negyedik tagja, melyet a 989 Studios fejlesztett és a Sony Computer Entertainment jelentetett meg. A játék 1999. február 28-án jelent meg, kizárólag PlayStation otthoni videójáték-konzolra.
Az MLB 2000 kommentátora Vin Scully, szakkommentátora Dave Campbell. A játék borítóján Mo Vaughn Anaheim Angels-egyesvédő szerepel.

## Fogadtatás
| Összegzőoldal | Értékelés |
| ------------- | --------- |
| GameRankings  | 81%       |

| Szerző          | Értékelés |
| --------------- | --------- |
| AllGame         | [ 2 ]     |
| EGM             | 7,375/10  |
| Game Informer   | 8,5/10    |
| GameFan         | 86%       |
| GamePro         | [ 6 ]     |
| GameRevolution  | B+        |
| GameSpot        | 8/10      |
| IGN             | 8,9/10    |
| Next Generation | [ 10 ]    |
| OPM (US)        | [ 11 ]    |

A játék kedvező kritikai fogadtatásban részesült a GameRankings kritikaösszegző weboldal adatai szerint. A Next Generation szerkesztői 3/5 csillagra értékelték a játékot, kiemelve, hogy „Az MLB 2000 a kerítést célozza meg, azonban nem éri el azt. Semmi igazán innovatívat nem csinál, holott szüksége lett volna arra az egyes bosszantóbb jellemzőinek kompenzálására. Ezek ellenére még mindig szórakoztató játék, azonban nem a falka vezetője.” Kraig Kujawa az Official U.S. PlayStation Magazine hasábján 4/5 pontot adott a játékra, dicsérve az „energikus kommentárt” és a „viszonylag realisztikus játékmenetet, ami gyors és szórakoztató”, azonban összegzésként megjegyezte, hogy „Ha az MLB sorozat keménymagos rajongója vagy, akkor az MLB 2000-et lehet, hogy megéri beszerezned, mivel pontosan ugyanazt kínálja mint eddig. Azonban, ha megvan az előző évi MLB vagy egyáltalán nincs baseballjátékod, akkor inkább az EA Triple Play 2000-jét szerezd be. Jobb [mint az MLB 2000], és jobban kihasználta a szezonon kívüli idejét.” Ryan Mac Donald a GameSpotnak írt elemzésében, 8/10 pontra értékelte a játékot, megjegyzte, hogy „Az MLB 2K grafikája az egyetlen olyan területe a játéknak, amely észrevehetően javult.” Összegzésként kiemelte, hogy ”Akkor tehát melyik játék nyert? A Triple Play 2000 vagy az MLB 2000? Mindkettővel játszottam nem is keveset, és őszintén szólva mindkettő remek. Azonban az MLB 2000-rel szórakoztatóbb volt játszani, elsősorban a nagyszerű irányításának hála.”

## Fordítás
- Ez a szócikk részben vagy egészben az MLB 2000 című angol Wikipédia-szócikk ezen változatának fordításán alapul.  Az eredeti cikk szerkesztőit annak laptörténete sorolja fel. Ez a jelzés csupán a megfogalmazás eredetét és a szerzői jogokat jelzi, nem szolgál a cikkben szereplő információk forrásmegjelöléseként.